# 克帕河
克帕河是俄羅斯的河流，屬於凯姆河的左支流，由卡累利阿共和國負責管轄，河道全長154公里，流域面積1,640平方公里，河水主要來自融雪，每年十一月至翌年五月結冰。